# Miloš Babiš
Miloš Babiš (* 12. května 1960) je český politik a podnikatel. V letech 2013 až 2017 poslanec Poslanecké sněmovny PČR a člen hnutí ANO 2011.

## Život
V 90. letech 20. století začal podnikat v oblasti servisu aut, začínal v garáži jako opravář aut. Poté si koupil v Mnichovicích u Prahy pozemek a postavil servis. V roce 1995 dostal povolení zastupovat Citroën a o tři roky později založil firmu Auto Babiš, s.r.o. Dvakrát získala od generálního ředitele Citroënu ocenění za kvalitní služby.
Miloš Babiš je ženatý, má jednoho syna a jednu dceru.

### Politické působení
Od roku 2012 je členem hnutí ANO 2011.
Ve volbách do Poslanecké sněmovny PČR v roce 2013 kandidoval na třináctém místě kandidátky hnutí ANO 2011 ve Středočeském kraji a byl zvolen poslancem. Získal 8628 preferenčních hlasů a dostal se tak na první místo středočeské kandidátky před lídryni Jaroslavu Jermanovou, která se do Sněmovny také dostala.
Ve volbách do Poslanecké sněmovny PČR v roce 2017 obhajoval svůj poslanecký mandát za hnutí ANO 2011 ve Středočeském kraji, ale neuspěl.

## Kontroverze
Po hlasování zastupitelstva Mnichovic o územních plánu kolem roku 2014, při kterém byly zamítnuty Babišovy požadavky, přišla na městský úřad či místní školu kontrola např. z hygieny nebo ze Státního fondu životního prostředí. Okolo 30 kontrol za rok přišlo také do firem místostarosty Jana Zenkla. Řadu z těchto kontrol poslal do firem Babiš. Babiš zároveň odmítá, že by šlo o mstu.